# Centurion (voják)

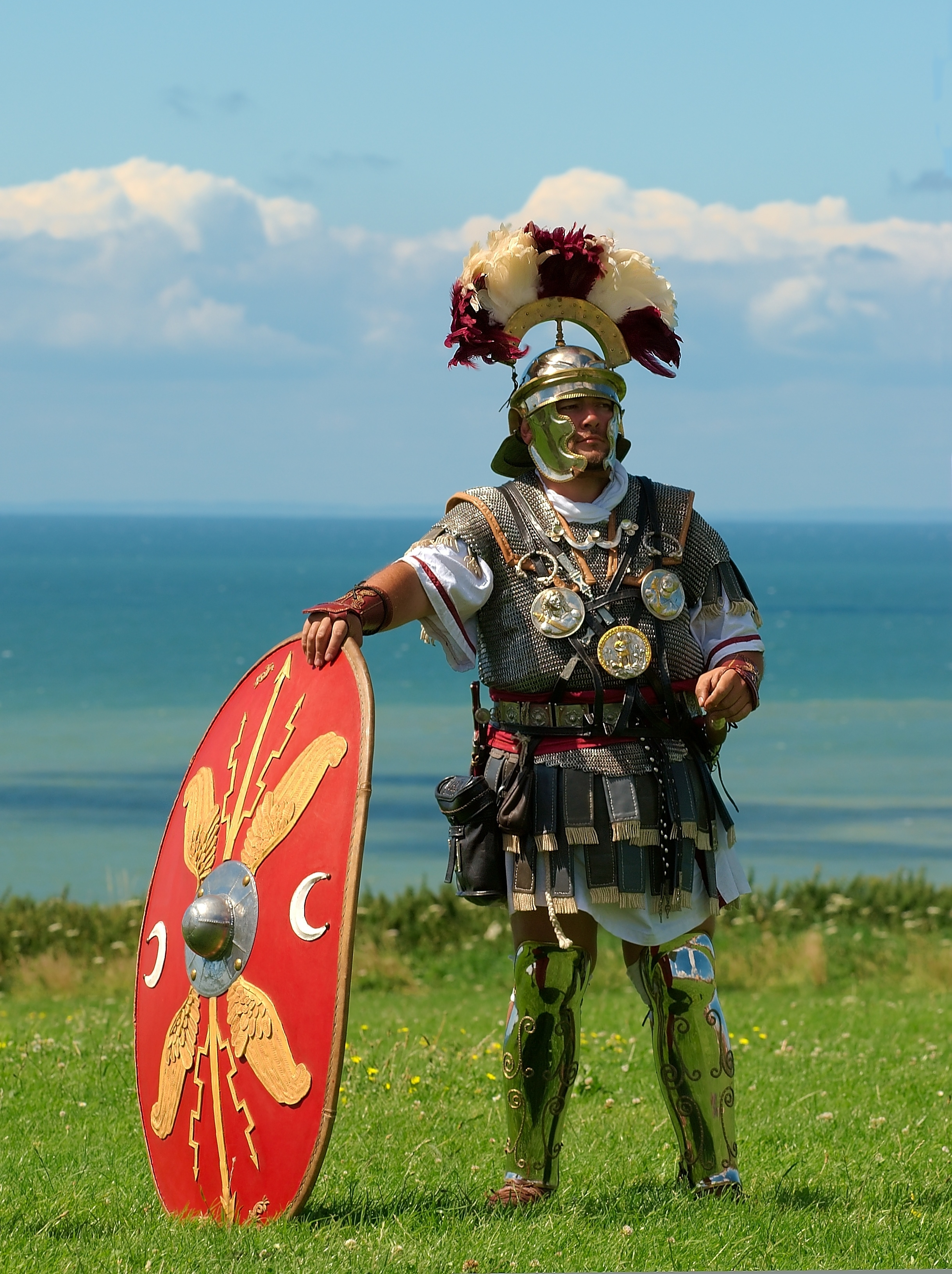
Fotografie herce v oděvu římského centuriona

Centurion neboli setník (latinsky centurio či též ordo, řecky κεντυρίων, někdy též hekatontarch – ἑκατόνταρχος, v byzantské době κένταρχος) byl profesionální důstojník římské armády po Mariově reformě armády v roce 107 př. n. l. V římském vojsku měl hodnost mezi šaržemi (principales) a vojenským tribunem.

## Funkce a četnost
Centurion obvykle velel 80 mužům, starší centurioni mohli velet celým kohortám, složeným z 6 centurií (setnin), nebo byli členy štábu legie, již tvořilo 10 kohort.
Odznakem moci byla révová hůl (vitis), která sloužila k vykonávání tělesných trestů.
Každý manipul vojska, který se dělil na dvě centurie, měl dva centuriony (centurion prior a posterior), mezi kterými nelze s jistotou dokázat žádný rozdíl v hodnosti. V legii tvořené 30 manipuly bylo tedy 60 centurionů.
Vojíni v manipulech byli podle výzbroje děleni do tří skupin – hastati, principes, triarii (pili). Stupeň hodnosti centuriona byl určen oddělením a manipulem, do kterého patřil. Nejnižšího stupně byl centurion desátého manipulu hastatů, nejvyšší centurion prvního manipulu triariů (primus pilus, primipilus), který byl zván k válečným poradám.
Po zrušení manipulů, zavedení kohort a sjednocení výzbroje byl zřejmě zvolen jiný systém výběru, ale stará pojmenování zůstala. Šest centurionů první kohorty mělo zřejmě nejvyšší postavení a ostatní centurioni si byli rovni.

## Výběr
Za republikánské doby vybírali centuriony na konsulovo povolení vojenští tribunové ze starších a zkušených vojínů.
Pravidelný postup do přednějších manipulů a oddělení nebyl možný v prvních dobách republiky s nestálým vojskem. Umožněn byl až v pozdějších dobách republiky a za císařství.
Další povýšení jsou výjimkou a vyskytují se jen zřídka.